# Lutjanus octolineatus
Lutjanus octolineatus là một loài cá biển thuộc chi Lutjanus trong họ Cá hồng. Loài này được mô tả lần đầu tiên vào năm 1828.
Ban đầu, L. octolineatus chỉ được xem là một đồng nghĩa của Lutjanus bengalensis, nhưng đã được công nhận là một loài hợp lệ vào năm 2016.

## Từ nguyên
Từ định danh được ghép bởi hai âm tiết trong tiếng Latinh: octo (“tám”) và lineatus (“có sọc”), hàm ý đề cập đến 4 sọc ngang màu xanh óng ở mỗi bên thân của loài cá này, tổng cộng là 8 sọc.

## Phân bố và môi trường sống
L. octolineatus có phân bố giới hạn ở Tây Ấn Độ Dương, được ghi nhận qua các mẫu vật thu thập tại Nam Phi (cụ thể là tỉnh KwaZulu-Natal), Mauritius, Seychelles, bãi ngầm Saya de Malha và Maldives; ngoài ra, những bức ảnh của loài này còn chụp tại Mozambique, Madagascar và Réunion.

## Mô tả
Chiều dài cơ thể lớn nhất được ghi nhận ở L. octolineatus là 21 cm.
Thân trên màu vàng tươi, thân dưới màu trắng; bụng có khi hơi ửng đỏ (thường là sau khi chết). Thân trên có 4 sọc màu xanh lam óng viền đen. Vây ngực và vây bụng trắng, các vây còn lại vàng (nhạt màu hơn ở gần rìa đối với vây lưng mềm và vây hậu môn). Mống mắt màu vàng.
Số gai ở vây lưng: 12; Số tia vây ở vây lưng: 12‒13; Số gai ở vây hậu môn: 3; Số tia vây ở vây hậu môn: 8; Số tia vây ở vây ngực: 16‒17; Số vảy đường bên: 47‒50.

## So sánh
Phức hợp cá hồng vàng sọc xanh bao gồm các loài sau: Lutjanus bengalensis, Lutjanus coeruleolineatus, Lutjanus kasmira, Lutjanus notatus và Lutjanus quinquelineatus, sau đó mới thêm vào 2 loài nữa là Lutjanus sapphirolineatus và L. octolineatus. Phân tích tiểu đơn vị cytochrome c oxidase I của ty thể giúp xác định tính hợp lệ của từng loài trong phức hợp này.
L. octolineatus là loài chị em gần nhất với L. bengalensis. L. octolineatus có số lượng gai vây lưng là 12, không có sọc xanh ở phần trên của nắp mang (tức sọc xanh thứ ba bắt đầu từ ngay rìa sau nắp mang), có 1 hoặc 2 hàng vảy má ngay dưới ổ mắt; ngược lại, L. bengalensis chỉ có 11 gai vây lưng, có sọc xanh ở phần trên của nắp mang (tức sọc xanh thứ ba bắt đầu từ trước rìa nắp mang), và không có vảy má dưới mắt. So với L. sapphirolineatus, sọc xanh thứ ba bắt đầu từ rìa trên ngay sau của mắt kéo dài qua phần trên của nắp mang.